# Tellariták
A tellariták egy humanoid faj a Star Trek-univerzumban. 
Külsőre alacsony, sötétszürke bőrű, bozontos fejszőrzetű, lapos, disznószerű orral rendelkező humanoidok. Kultúrájuk egyik alapeleme a vita és az elégedetlenkedés, mindent kritizálnak és ennek viszonzását el is várják, mindezt azonban nem udvariatlanságból teszik, egyszerűen ilyen a felfogásuk. A tellariták kedvelik az emberek számára már magas hőmérsékletet. Konyhájuk változatos, legkedveltebb csemegéjük a kutya.
A tellariták évtizedekig hidegháborús konfliktusban álltak az andoriaiakkal, s ezt igyekeztek kihasználni a romulánok azzal, hogy tellarita támadásnak álcázták saját gerillaakcióikat, mígnem Jonathan Archer kapitány, az NX-01 Enterprise parancsnoka le nem leplezte őket. A tellariták és az andoriaiak utolsó nézeteltéréseit is az emberek simították el. A tellariták lettek így a Bolygók Egyesült Föderációja egyik alapítói.